# Scaphyglottis fusiformis
Scaphyglottis fusiformis är en orkidéart som först beskrevs av August Heinrich Rudolf Grisebach, och fick sitt nu gällande namn av Richard Evans Schultes. Scaphyglottis fusiformis ingår i släktet Scaphyglottis och familjen orkidéer. Inga underarter finns listade i Catalogue of Life.